# Спортска дворана Пендик
Спортска дворана Пендик, често називана и Спортско-сајамска установа Пендик, спортска је дворана која се налази у Новом Пазару (Србија). Капацитет дворане је око 1.600 седећих места.
Радови на изградњи дворане започети су још 2001. године. Услед недостатка финансијских средстава, више пута су прекидани и поново започињани. Убрзани су и довршени тек након што је део средстава обезбедила истанбулска градска општина Пендик, по којој је дворана и добила назив. Ова општина је изградњу објекта помогла износом од 350.000 евра, док је Град Нови Пазар уложио 200.000 евра. Дворана је свечано отворена 29. априла 2012. године. У њој је том приликом одиграна утакмица ветерана фудбалских клубова Нови Пазар и Партизан.
Дворана је првобитно имала капацитет од око 1.500 седећих места. Године 2017. извршени су радови на источној трибини и тада је капацитет дворане повећан за око 100 седећих места.
Спортску дворану Пендик као домаћи терен користе:
- Омладински кошаркашки клуб Нови Пазар;
- Одбојкашки клуб Нови Пазар;
- Рукометни клуб Нови Пазар;
- Клуб малог фудбала Нови Пазар.[4]

## Значајнији догађаји
- Одбојка:
  - Завршни турнир Купа Србије за мушкарце: 2012/13, 2016/17.[5][6]
  - Суперкуп Србије за мушкарце: 2017, 2018.[7][8]